# زردپره یانکوفسکی
زردپره یانکوفسکی (نام علمی: Emberiza jankowskii) نام یک گونه از سرده زردپره‌های معمولی است.